# Gapskulle

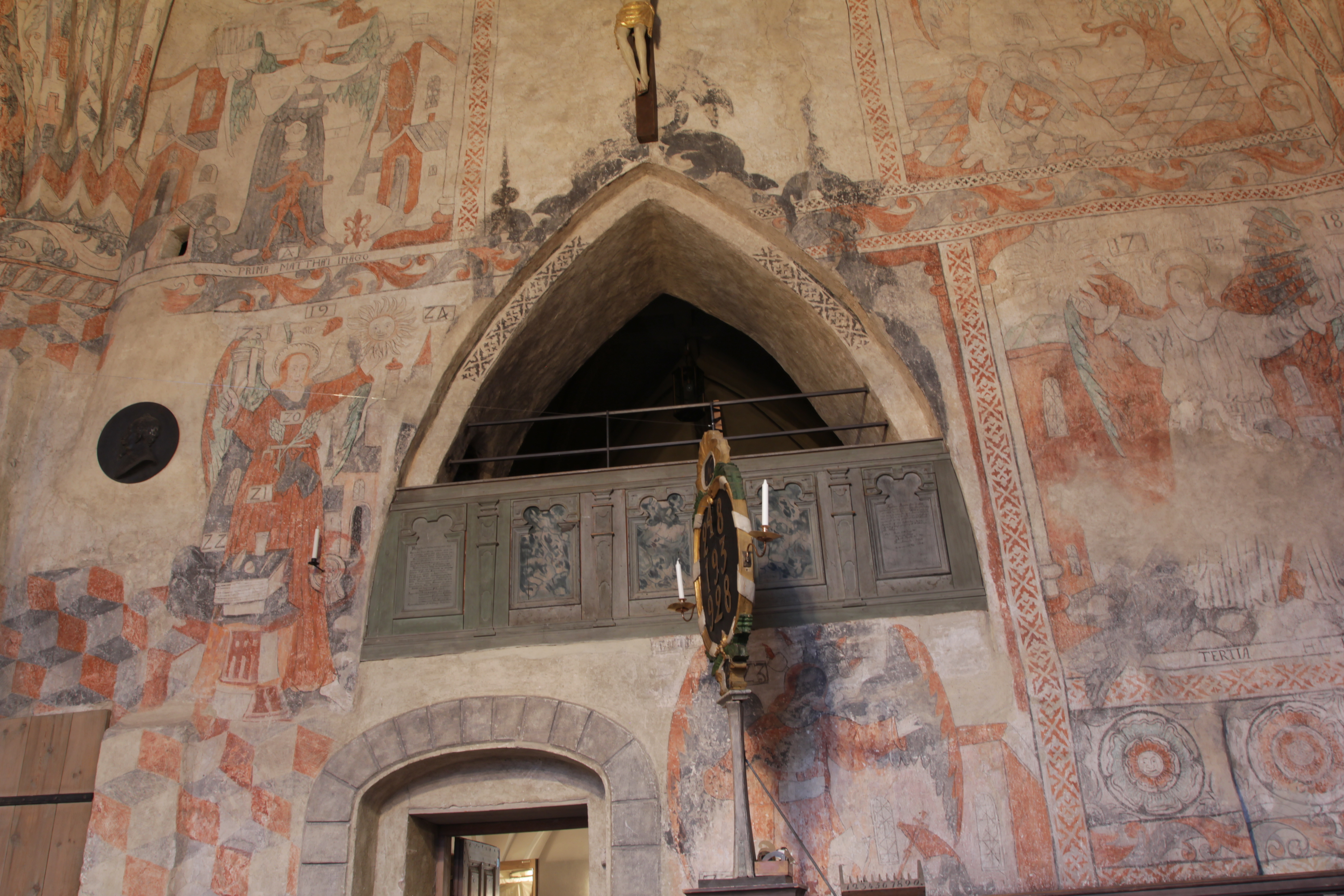
Gapskulle ovanför sakristians ingång i Vika kyrka

Gapskulle kallas ett kyrkorums korläktare som oftast är belägen vid norra sidan av koret. Gapskulle betyder sångläktare och namnet kommer från ordet gapa med betydelsen  sjunga. Gapskullar i utrymmet ovanför sakristian var vanliga i medeltida kyrkor i västra Uppland, Västmanland och Dalarna. Uppe på gapskullen fanns plats för kyrkokören och en orgel.